# (32452) 2000 SC39
2000 SC39 (asteroide 32452) é um asteroide da cintura principal. Possui uma excentricidade de 0.21336140 e uma inclinação de 8.77473º.
Este asteroide foi descoberto no dia 24 de setembro de 2000 por LINEAR em Socorro.